# Scarred by Beauty
Scarred by Beauty ist eine 2006 gegründete Hardcore-Band aus Kopenhagen, die vor allem durch ihren vielen Touren an Bekanntheit gewonnen hat.

## Geschichte
Nach der Veröffentlichung ihres ersten Demos im Jahr 2008 und ihrer nach dem „Do-it-yourself“-Prinzip selbst finanzierten EP We Swim im Jahr 2009 gelang der Band ein schneller Aufstieg auf nationaler Ebene, welcher im Erhalt des Preises „Talent of the Year“ der Danish Metal Awards 2009 gipfelte.
Im März 2011 veröffentlichte die Band ein selbst finanziertes Album namens Sutra, auf welches mehrere Touren durch Europa, Großbritannien, China und Südasien mit der dänischen Band The Kandidate folgten, während derer sie unter anderem auf Chinas größtem Rockfestival Midi Modern Music Festival spielten und die international bekannten Bands I Killed the Prom Queen, The Black Dahlia Murder, Meshuggah und Gojira unterstützten. Nach dem Erfolg des Albums Sutra schloss die Band einen Management-Vertrag mit der dänischen Booking-Agentur 3rd Tsunami und dem deutschen Label Redfield Records ab, um 2013 schließlich ihr zweites Album Cape Zero zu veröffentlichen.

## Diskografie
- 2008: The Heritage of Ash (Demo)
- 2009: We Swim (EP, Eigenveröffentlichung)
- 2011: Sutra (Album, Eigenveröffentlichung / in Europa: Mighty Music)
- 2013: Cape Zero (Album, Screaming Records / Redfield Records)